# Домен (володіння)
Доме́н (від лат. dominium — володіння) — у середньовіччя частина володінь короля або володіння будь-якого феодала, на яких вони вели власне господарство.
Як правило, домен включав різні населені пункти, укріплення, земельні ділянки, пасовища та ліси. Не була винятком територіальна роздрібненість володінь, коли окремі області домену перебували в різних районах країни. Свої домени були у герцогів, графів, баронів й інших феодалів. Домен короля міг і не бути найбільшим феодальним володінням у країні, яскравим прикладом чого є домен короля Франції за часів перших королів з династії Капетингів.